# Líneas de Beau
Las líneas de Beau son estrias o depresiones que atraviesan la superficie de la uña. Generalmente afecta a todas las uñas.  La afección se suele presentar en forma de hendiduras o crestas.
Las causas de la condición pueden incluir enfermedades graves, quimioterapia, síndrome de Raynaud, trauma, desnutrición y pénfigo. En algunos casos, la causa sigue siendo desconocida. El mecanismo subyacente implica la interrupción del crecimiento de las uñas. Como las uñas crecen aproximadamente 1 mm cada ocho días, la distancia que se han movido las líneas indica cuándo ocurrió el evento causal. Si hay múltiples líneas dentro de la misma uña, esto indica múltiples eventos causales .
El tratamiento se dirige a la causa subyacente. Las líneas son relativamente comunes, crecen y se resuelven naturalmente sin ninguna medida específica .  La enfermedad adopta su nombre del médico francés Joseph Honoré Simon Beau, quien las describió por primera vez en 1846.